# Гомбрих, Эрнст
Сэр Эрнст Ганс Йозеф Го́мбрих, или Эрнст Ханс Го́мбрич (нем. Ernst Hans Gombrich; 30 марта 1909, Вена — 3 ноября 2001, Лондон) — британский историк и теоретик искусства австрийского происхождения. Ученик и последователь Юлиуса фон Шлоссера. С 1936 года сотрудник, а в 1959—1976 годах — директор Института Варбурга в Лондоне.

## Биография
Эрнст Гомбрих родился в обеспеченной ассимилированной семье еврейского происхождения, которая была частью сложной австрийской социальной и артистической среды. Его отец, Карл Гомбрих, был юристом и бывшим одноклассником писателя Гуго фон Гофмансталя, мать Леония, урождённая Хок, была выдающейся пианисткой и музыкальным педагогом, ученицей Антона Брукнера, окончившей Венскую консерваторию, ассистировала Теодору Лешетицкому. Она также знала Арнольда Шёнберга, Густава Малера, Хуго Вольфа и Иоганнеса Брамса. Старшая сестра Гомбриха Анна Амадея Леони Дея Гомбрих, в замужестве Форсдайк (1905—1994) была известной скрипачкой. Вторая сестра, Лисбет Гомбрих (1907—1994) стала юристом, писателем и переводчиком, помощником и переводчиком трудов Эрнста Гомбриха.
Родители имели большие связи в культурных кругах Вены. Музыка для Эрнста Гомбриха была с детства так же важна, как и изобразительное искусство. В семейном доме регулярно проходили музыкальные концерты. На протяжении всей жизни Гомбрих сохранял глубокую любовь и знание классической музыки. Он играл на виолончели, исполнял камерную музыку Гайдна, Моцарта, Шуберта, Бетховена вместе с женой и старшей сестрой.
После Первой мировой войны Гомбрих и его сестра Лисбет в качестве приёмных детей провели девять месяцев в Швеции. После окончания частной «Терезианской академии» (Theresianum) в Вене Гомбрих начал изучать историю искусства в Венском университете у Юлиуса фон Шлоссера (1928—1933). На короткое время он отправился в Берлин, чтобы прослушать лекцию Генриха Вёльфлина «Искусство Ренессанса в Италии и германское чувство формы» (Die Kunst der Renaissance Italien und das deutsche Formgefühl). Однако вскоре Гомбрих отошёл от «сравнительного метода» Вёльфлина, и его больше стали интересовать исследования гештальтпсихолога Вольфганга Кёлера.
В 1933 году Эрнст Гомбрих получил докторскую степень за диссертацию «Джулио Романо как архитектор» (исследование архитектуры Джулио Романо в Палаццо дель Те в Мантуе). Гомбрих, пользуясь иконологическим методом, интерпретировал «нарушенные формы» маньеристской архитектуры не столько в качестве результата историко-культурных изменений, сколько в качестве индивидуального выбора художника. Интерес к психологии творчества усилился у Гомбриха после его встречи с Зигмундом Фрейдом, сотрудником которого он стал на некоторое время, занимаясь психоанализом. Большое влияние на молодого Гомбриха оказал его друг, философ-рационалист Карл Поппер.
Он был помощником Эрнста Криса, куратора отдела скульптуры и художественных ремёсел (Plastik und Kunstgewerbe) венского Музея истории искусств. В 1936 году Эрнст Гомбрих женился на Илзе Хеллер (1910—2006), ученице своей матери.
В 1936 году Эрнст Гомбрих переехал в Великобританию, где поступил на работу в Библиотеку Аби Варбурга (с 1944 года — Институт Варбурга в составе Лондонского университета). Директором Института Варбурга в то время был Фриц Заксль; библиотекарем Отто Курц, с которым Гомбрих подружился ранее, в семинаре Юлиуса фон Шлоссера. Он также был дружен с австрийским философом Фридрихом фон Хайеком, который, как и Гомбрих, переехал в 1930-х годах из Австрии в Великобританию, опасаясь преследований нацистов.
Во время Второй мировой войны работал на радиостанции BBC, анализируя радиопередачи немецких станций. В институте Варбурга Гомбрих проработал до 1976 года, с 1959 года был его директором. Эрнст Гомбрих отвергал понятия еврейской национальности, считая его искусственно созданным, и еврейской культуры «… концепция еврейской культуры — это изобретение Гитлера и его предшественников и потомков» (Passagen Verlag, abgerufen am 10. August 2010).

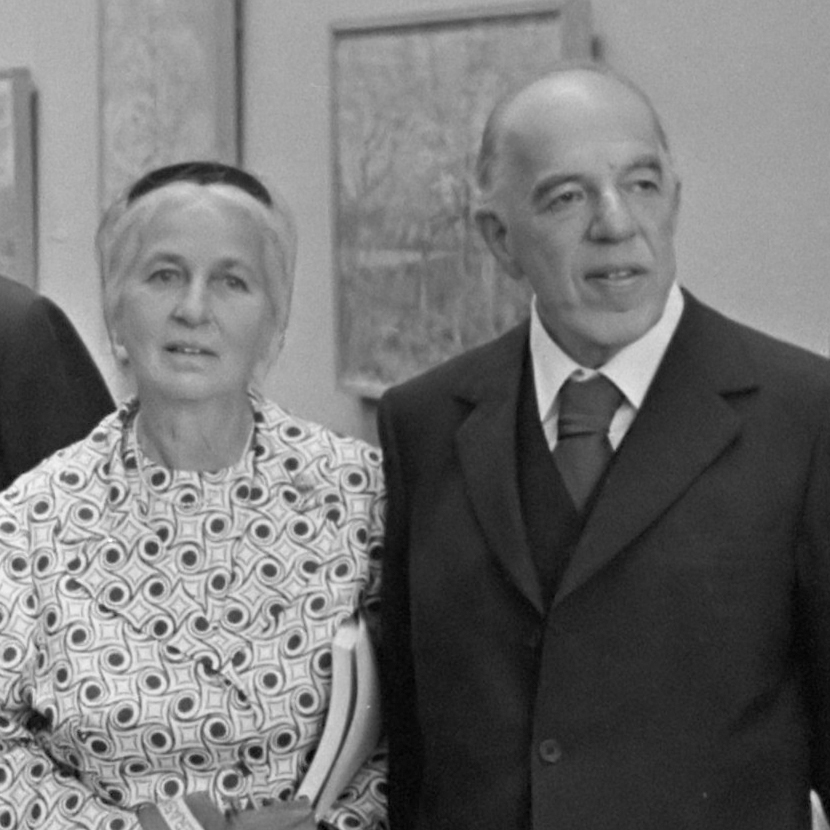
Эрнст Гомбрих с женой. 1975

В 1960 году Эрнст Гомбрих был избран членом Британской академии, в 1964 году был избран в Американскую академию искусств и наук, в 1968 году — в Американское философское общество, в 1985 году — в Американскую академию искусств и литературы. С 1979 года был членом-корреспондентом Баварской академии наук. В 1986 году он был избран почётным членом Гёттингенской академии наук.
В 1966 году Гомбрих получил Орден Британской империи, в 1972 году был посвящен в рыцари, в 1984 году награждён Австрийским орденом Почёта, а в 1988 году удостоен Ордена заслуг (Order of Merit) за особый вклад в развитие науки, искусства, литературы. Он продолжал работать в Лондонском университете почти до своей смерти в 2001 году в возрасте 92 лет. Гомбрих был удостоен множества дополнительных наград, в том числе премии Гёте города Франкфурта-на-Майне (1994) и премии международного фонда Бальцана 1985 года за вклад в изучение истории западноевропейского искусства.
В 1986 году Эрнст Гомбрих получил премию города Вены в области гуманитарных наук, а в 1988 году — премию Людвига Витгенштейна Австрийского исследовательского фонда. В 2009 году его именем была названа улица Гомбрихгассе в Вене-Фаворитен (10-й район). С 2011 года Общество истории искусств Венского университета вручает Премию сэра Эрнста Гомбриха молодым выпускникам в области истории искусства.
Сын Гомбриха Ричард Френсис Гомбрих (род. 1937), — известный индолог, основатель Оксфордского центра изучения буддизма. У Эрнста Гомбриха было два внука: педагог Карл Гомбрих (род. 1965) и литератор Леони Гомбрих (род. 1966).

## Научная деятельность
Российский историк искусства В. Н. Гращенков назвал Гомбриха «выдающимся учёным современности», который «с равным успехом занимался историей и теорией искусства, проблемами психологии художественного творчества и зрительного восприятия, методологией искусствознания… Его гуманитарная эрудиция ошеломляет. В решении даже самых простых вопросов истории искусства он склонен видеть лишь повод для обоснования более широких теоретических выводов… В старые времена его бы назвали философом искусства».
После получения докторской степени Гомбрих написал «Краткую Всемирную историю для юных читателей» (Eine kurze Weltgeschichte für junge Leser: Von den Anfängen bis zum Mittelalter: Ein Wissenshörbuch für Mädchen und Jungen ab 10 Jahren), которая впервые появилась в 1936 году и переиздается до сих пор. С тех пор он посвятил себя проблемным областям между историей искусства и психологией. Он понял, насколько сложно интерпретировать и воплотить человеческие эмоции и страсти в художественные образы. Этой проблеме посвящена оригинальная работа, написанная в соавторстве с психоаналитиком и историком искусства Эрнстом Крисом: «Принципы карикатуры» (The Principles of Caricature, 1938).

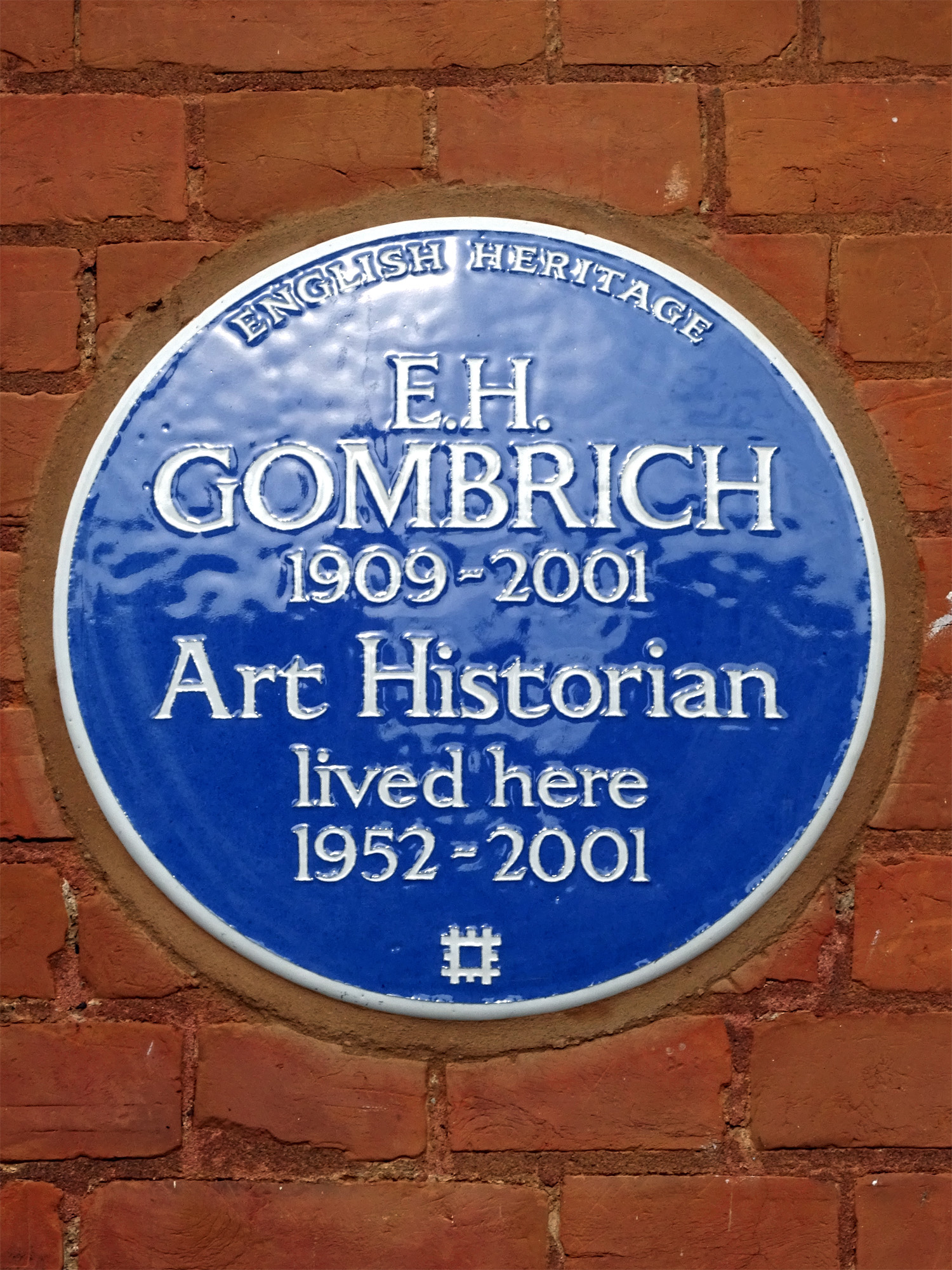
Памятный знак на доме, где жил учёный. Камден, Лондон

В 1945 году в журнале Института Варбурга появилась знаменитая статья Гомбриха «Мифологии Боттичелли: Исследования неоплатонического символизма у его окружения» (Botticelli’s Mythologies. A Study in the Neoplatonic Symbolism of his Circle), в которой он показал себя последовательным преемником иконологического метода Аби Варбурга. Своё положение лидера иконологической школы Варбурга Эрнст Гомбрих подтвердил не менее знаменитой статьёй «Символические образы: Зрительные образы в неоплатонической мысли» («Icones Symbolicae»: The Visual Image in Neo-Platonic Thought, 1948).
В 1970 году была опубликована монография Гомбриха о Варбурге (Aby Warburg. An Intellectual Biography. Oxford). Однако постепенно Эрнст Гомбрих отходил от иконологического и иконографического методов, сознавая их ограниченность. Свой скептицизм он выразил в следующей фразе: «В иконографии, не менее чем в жизни, мудрость состоит в том, чтобы знать, где остановиться». Эрнст Гомбрих, глубоко уважая Алоиза Ригля как выдающегося учёного, тем не менее, скептически относился к понятию «художественной воли» (нем. Kunstwollen).
В книге «Искусство и иллюзия. О психологии живописного изображения» (Kunst und Illusion. Zur Psychologie der bildlichen Darstellung, 1959; вторая фраза в названии появилась в немецком издании 1967 года) Эрнст Гомбрих уделил главное внимание проблемам психологии зрительного восприятия произведений изобразительного искусства. Дальнейшее развитие эта тема получила в книгах Гомбриха «Чувство порядка. Исследование психологии декоративного искусства» (The Sense of Order. А Study in the Psychology of Decorative Art, 1979), в которой он изложил теорию декора и орнамента, и «Образ и глаз: Дальнейшие исследования психологии живописного изображения» (The Image and the Eye: Further Studies in the Psychology of Pictorial Representation,1982).
Широкую известность Гомбриху принесла его книга «История искусства» (1950). Она выдержала более полутора десятков изданий и переведена на многие языки мира. Этот успех обусловлен простотой изложения, отсутствием специальной терминологии и изложения проблем, волнующих профессионалов. В книге также отсутствует стилевая периодизация и формальный анализ произведений. В конце концов Гомбрих превратился в противника не только «теории стилей» и формально-стилевого метода изучения искусства Генриха Вёльфлина, но и историко-культурного метода Алоиза Ригля и Макса Дворжака, «столпов» венской школы искусствознания. Он считал «стиль» Г. Вёльфлина, «дух времени» М. Дворжака, как и «художественную волю» А. Ригля, «пустыми абстракциями». Таким образом, пройдя сложную эволюцию, Эрнст Гомбрих вернулся к методу своего непосредственного учителя Юлиуса фон Шлоссера, рассматривавшего отдельные проблемы создания конкретных произведений. Первая строка введения к его «Истории искусства» гласит: «На самом деле нет такой вещи, как искусство. Есть только художники» (There really is no such thing as Art. There are only artists).
Эрнст Гомбрих стал скептиком и автором собственного метода «критического развития научного знания». «Критически настроенный к старым и новым философским теориям, отвергая историзм Гегеля и вообще принцип последовательного историзма, Гомбрих безоговорочно признаёт авторитетной для себя только философскую систему Карла Поппера. Из последней заимствованы многие методологические принципы, лежащие в основе теоретических построений Гомбриха, его принципиальный антиисторизм, его плюрализм и релятивизм, его склонность к сближению гуманитарных и естественных наук».

## Основные публикации
- Краткая Всемирная история для юных читателей (Eine kurze Weltgeschichte für junge Leser: Von den Anfängen bis zum Mittelalter: Ein Wissenshörbuch für Mädchen und Jungen ab 10 Jahren. В английском переводе, осуществлённом при участии Гомбриха: A Little History of the World). 1936
- Принципы карикатуры (совместно с Э. Крисом: The Principles of Caricature). 1938
- Мифологии Боттичелли: Исследования неоплатонического символизма у его окружения (Botticelli’s Mythologies. A Study in the Neoplatonic Symbolism of his Circle). 1945
- Символические образы: Зрительные образы в неоплатонической мысли («Icones Symbolicae»: The Visual Image in Neo-Platonic Thought). 1948
- История искусства (The Story of Art). 1950
- Искусство и иллюзия (Art and Illusion, 1959); Искусство и иллюзия. О психологии живописного изображения" (Kunst und Illusion. Zur Psychologie der bildlichen Darstellung, 1967)
- Размышления на лошадке-качалке и другие очерки по теории искусства (Meditations on a Hobbyhorse and other Essays on the Theory of Art). 1963
- Норма и форма (Norm and form). 1966
- Аби Варбург. Интеллектуальная биография (Aby Warburg: An Intellectual Biography). 1970
- Символические образы (Symbolic images). 1972
- Значения и завершения: Размышления об истории фресковой живописи (Means and ends: reflections on the history of fresco painting). 1976
- Наследие Апеллеса: Исследования по искусству ренессанса (The heritage of Apelles: studies in the art of the Renaissance). 1976
- Чувство порядка. Исследование психологии декоративного искусства (The Sense of Order. А Study in the Psychology of Decorative Art). 1979
- Идеалы и кумиры: Очерки ценностей в истории и в искусстве (Ideals and idols: essays on values in history and in art). 1979
- Образ и глаз: Дальнейшие исследования психологии живописного изображения" (The Image and the Eye: Further Studies in the Psychology of Pictorial Representation). 1982
- Дань уважения: Интерпретаторы нашей культурной традиции (Tributes: interpreters of our cultural tradition). 1984
- Тени: Изображение отброшенных теней в Западном искусстве (Shadows: the depiction of cast shadows in Western art). 1995
- Использование изображений: Исследования социальной функции искусства и визуальной коммуникации (The uses of images: studies in the social function of art and visual communication). 1999
- Предпочтение примитива (The Preference for the Primitive). 2002 (посмертно)

## Публикации на русском языке
- О задачах и границах иконологии // Советское искусствознание, 1989, вып. 25
- История искусства. М.: АСТ, 1998
- Амбивалентность классической традиции: психология культуры Аби Варбурга // Новое литературное обозрение, 1999, № 39, с. 7-23.
- Символические образы// Вопросы философии, 2001, № 7
- Всемирная история известного историка, искусствоведа и писателя Эрнста Х. Гомбриха / Эрнст Гомбрих; пер. с нем. яз. Р. Г. Секачев. — М: АСТ.: Астрель, 2008. — 288 с.: ил.
- Мировая история для юных читателей. — АСТ, 2011
- История искусства / [Пер. с англ.: В. А. Крючкова, М. И. Майская]. — М. : Искусство-XXI век, 2021. — 688 с. : ил., портр., табл., цв. ил., портр. ISBN 978-5-98051-216-3
- Символические образы. Очерки по искусству Возрождения. — Алетейя, 2017.
- Тени в западном искусстве = Shadows: The Depiction of Cast Shadows in Western Art. — М.: Альпина нон-фикшн, 2019. — 88 с. — ISBN 978-5-00139-119-7.